# Тарасова, Татьяна Алексеевна
Татьяна Алексеевна Тарасова (31 октября 1937, РСФСР, СССР — 1 июля 2024, Россия) — советская и российская актриса театра и кино. Заслуженная артистка Российской Федерации (1994).

## Биография
Родилась 31 октября 1937 года в Советском Союзе.
Обучалась в Ленинградском государственном институте театра, музыки и кинематографии (Российский государственный институт сценических искусств), который окончила в 1961 году.
В 1966 году была лично приглашена Г. А. Товстоноговым в Большой драматический театр имени Горького (БДТ). Сыграла в нём около тридцати ролей за более чем сорок лет. Также служила в «Театре на Литейном», «Балтийском доме» и «Эксперименте». Помимо театральной деятельности, с начала 1960-х годов снималась в кино. В 1952 году попробовала себя один раз в озвучивании.
Ушла из жизни 1 июля 2024 года в возрасте 86 лет в России.

### Оценочные мнения
На сайте «Театръ» было рассказано о том, что Г. А. Товстоногов увидел в Татьяне Алексеевне артистку широчайшего диапазона, которая в БДТ воплотила образы от тонко-лирических до гротескно-комических. Также об этом пишет и источник самого театра. Говорится, что Тарасова сумела принести в театр частичку своей неординарной индивидуальности. По мнению коллег и друзей, Тарасова запомнилась как разноплановая артистка уникального таланта, была добрым, отзывчивым и бесконечно преданным театру человеком.

## Творчество

### Фильмография
- 1961 — Раздумья — крановщица
- 1962 — Мальчик с коньками — врач
- 1962 — Серый волк — участие
- 1964 — Когда скорый опаздывает (фильм-спектакль) — участие
- 1964 — Первая страница (фильм-спектакль) — участие
- 1964 — Униженные и оскорблённые (фильм-спектакль) — участие
- 1965 — Сказка (фильм-спектакль) — Таня
- 1967 — Метелица (фильм-спектакль) — Валя
- 1973 — С вечера до полудня (фильм-спектакль) — Нина
- 1973 — Хроника одной репетиции (фильм-спектакль) — шут
- 1979 — Крутой поворот — эпизод
- 1980 — Обвиняемая в убийстве (фильм-спектакль) — участие
- 1982 — С тех пор, как мы вместе — эпизод
- 1984 — Капкан для «Волка» (фильм-спектакль) — Анна Григорьевна
- 1985 — Рядовые (фильм-спектакль) — бабушка
- 1986 — Пиквикский клуб (фильм-спектакль) — Миссис Уордль
- 1988 — Побег — фру Хансен
- 1988 — Полёт птицы — эпизод
- 1992 — Веер леди Уиндермир (фильм-спектакль) — участие
- 1994 — Русская симфония — жительница коммуналки
- 2000 — Текст, или Апология комментария — уборщица в музее
- 2001 — Тайны следствия–1 (5 фильм) — баба Марья
- 2003 — Линии судьбы — эпизод
- 2005 — Брежнев — эпизод
- 2006 — Улицы разбитых фонарей–8 (9 серия) — пенсионерка
- 2007 — Тени прошлого (второй фильм) — сотрудница музея
- 2009 — Банкрот — Фоминишна

### Часть работ вБДТ
- Аглая — Ф. М. Достоевский «Идиот»
- Алёна — В. Панова «Сколько лет, сколько зим»
- Мели — Г. Фигейредо «Лиса и виноград»
- Олицетворение молвы — У. Шекспир «Король Генрих IV»
- Очкарик — М. Рощин «Валентин и Валентина»
- Вдова унтер-офицера — Н. В. Гоголь «Ревизор»
- Шут — «справедливый сапожник» — М. Булгаков «Мольер»
- Казачка — М. Шолохов «Тихий Дон»
- Мирониха — В. Распутин «Последний срок»
- Миссис Уордль — Ч. Диккенс «Пиквикский клуб»
- Анфиса Тихоновна — А. Н. Островский «Волки и овцы»
- Тётка — Ф. М. Достоевский «Кроткая»
- Тамара — Д. Клдиашвили «Мачеха Саманишвили»
- Нянька — А. П. Чехов «Дядя Ваня»
- Перепелицина — Ф. М. Достоевский «Фома»

### Озвучивание
- 1952 — Как важно быть серьёзным — Сесили

## Звания и награды
- Заслуженная артистка Российской Федерации[2] (12 февраля 1994).